# Sonodisc
 (août 2016).
Si vous disposez d'ouvrages ou d'articles de référence ou si vous connaissez des sites web de qualité traitant du thème abordé ici, merci de compléter l'article en donnant les références utiles à sa vérifiabilité et en les liant à la section « Notes et références ».
Sonodisc était une maison de disques créée dans les années 1970, dans le 15e arrondissement de Paris par Marcel Perse et Michel David. Cette maison de disque figure parmi les précurseurs de la World Music.

## Histoire
SonoDisc est la contraction de Société Nouvelle de Distribution de Disques. Cette maison de disque a d'abord commencé comme distributeur en Europe de labels africains et de labels de musiques caribéennes et latinoaméricaines.
En 1972, SonoDisc a créé le label Sonafric pour l'Afrique et deux ans plus tard, le label Disques Espérance. La maison de disque a continué d'étendre son catalogue notamment en acquérant les droits de certains labels disparus (label congolais Ngoma, catalogue africain de Decca France) tout en restant spécialisée dans les musiques africaines, caribéennes, salsa, cubaines et des Antilles françaises. Elle s'est aussi aventurée dans des productions de disques plus confidentielles comme les musiques arméniennes (Ara Guiragossian), indiennes , Hawaïennes (Sol Hoopii), Tahitiennes (Tahiti hits) et de bien d'autres territoires.
En 1994, Marcel Perse se plaignait de la chute du chiffre d'affaires en Afrique à cause du piratage sur cassette3. SonoDisc fusionne avec Musisoft Next Group en 1998. Cette fusion ne permet pas aux sociétés de survivre très longtemps car elle sont mises en liquidation en 2005. Rachetées par The Adageo Group (Suave Music/Redbay), elles sont désormais exploitées par la société Karakos Productions & Publishing.

## Artistes distribués
Avec un catalogue de plusieurs milliers de titres, SonoDisc a permis la découverte de nouveaux talents qui ont ensuite rejoint des majors comme par exemple Zouk Machine ou Kassav'. Parmi les autres artistes les plus connus dont des albums ont été distribués par SonoDisc, on retrouve notamment Manu Dibango, Koffi Olomidé ou encore Amadou & Mariam.